# Дженет Еванс
Дженет Еванс  (англ. Janet Evans, 28 серпня 1971) — американська плавчиня, олімпійська чемпіонка.

## Виступи на Олімпіадах
| Олімпіада      | Дисципліна                            | Місце |
| -------------- | ------------------------------------- | ----- |
| Сеул 1988      | плавання на 400 метрів вільним стилем | 1     |
| Сеул 1988      | плавання на 800 метрів вільним стилем | 1     |
| Сеул 1988      | 400 метрів, комплексне плавання       | 1     |
| Барселона 1992 | плавання на 400 метрів вільним стилем | 2     |
| Барселона 1992 | плавання на 800 метрів вільним стилем | 1     |
| Атланта 1996   | плавання на 400 метрів вільним стилем | 17    |
| Атланта 1996   | плавання на 800 метрів вільним стилем | 6     |

## Зовнішні посилання
- Досьє на sport.references.com [Архівовано 19 жовтня 2012 у Wayback Machine.]